# Casino Apache Nugget
El casino Apache Nugget (en inglés: Apache Nugget Casino) se encuentra a 15 kilómetros al norte de la localidad de Cuba, en Nuevo México, Estados Unidos en las uniones de la autopista 550 y la autopista 537. El casino es operado por la Apache Nugget Corporation (ANC), que supervisa toda la actividad de juego de la Nación Apache Jicarilla. ANC es una corporación lucrativa federal de propiedad de la Nación Apache Jicarilla. La sede se encuentra ubicada en Dulce, Nuevo México. ANC ha estado en funcionamiento desde 2003. El espacio abrió el 6 de agosto de 2004. El Apache Nugget Casino cuenta con 227 máquinas tragamonedas. Además, ofrece un pequeño restaurante, una tienda de regalos, una zona para fumadores, y un club de jugadores.
En marzo de 2020, se interrumpió la actividad debido a la pandemia de COVID-19, reabriendo en febrero de 2025. Ese mismo año se anunció la instalación de una casa de apuestas de carreras y deportes, prevista para agosto de 2025.

## Propiedad y gestión
El casino es administrado por la Apache Nugget Corporation, empresa tribu-empresarial de la Nación Apache Jicarilla.